# Andrena watasei
Andrena watasei är en biart som beskrevs av Cockerell 1913. Andrena watasei ingår i släktet sandbin, och familjen grävbin. Inga underarter finns listade i Catalogue of Life.